# 約氏燈鱂
約氏燈鱂，為輻鰭魚綱鯉齒目鯉齒亞目花鳉科的其中一種，分布於非洲南部的淡水流域，體長可達8.5公分，棲息在植被生長的沼澤、洪氾區的表層水面，成小群活動，屬肉食性，以水蚤、孑孓為食，繁殖期會將卵產在植物上，可作為觀賞魚。

## 擴展閱讀
維基物種上的相關：約氏燈鱂